# توقی
توقی (درگز)، روستایی از توابع بخش لطف‌آباد شهرستان درگز در استان خراسان رضوی ایران است.

## جمعیت
این روستا در دهستان دیباج قرار دارد و براساس سرشماری مرکز آمار ایران در سال ۱۳۸۵، جمعیت آن ۱۲۵ نفر (۳۲خانوار) بوده‌است.

## مشکلات
عدم آسفالت جاده روستا توقی، باعث مشکل در رفت و آمد اهالی این روستا در فواصل مختلف سال شده است. همچنین کمبود گاز کشی از دیگر مشکلات این روستا است.